# Saade Vol. 2
A Saade Vol. 2 a harmadik stúdióalbuma a svéd énekes Eric Saadenek. Az album Svédországban jelent meg először, 2011. november 30-án. Megjelenését követően vezette a svéd albumlistákat, és Finnországban is bekerült a Top 50-be. Az első kislemez az albumról a Hotter Than Fire, ami december 9-én debütált, és amiben közreműködik Dev.

## Számlista
|     | Cím                              | Szerző(k)                                          | Hossz |
| --- | -------------------------------- | -------------------------------------------------- | ----- |
| 1.  | Sky Falls Down (featuring J-Son) | Eric Saade, Jason Gill & Julimar Santos            | 3:30  |
| 2.  | Rocket Science                   | Saade, Gill, Santos & Salem Al Fakir               | 3:29  |
| 3.  | Hotter Than Fire (featuring Dev) | Saade, Gill, Santos & Devin Tailes                 | 3:21  |
| 4.  | Love Is Callin'                  | Saade, Gill, Robin Fredriksson & Mattias Larsson   | 4:05  |
| 5.  | Crashed on the Dance Floor       | Saade, Gill, Santos, Mich Hansen & Daniel Davidsen | 3:36  |
| 6.  | Explosive Love                   | Saade, Gill, Santos & Ilya Salmanzadeh             | 3:22  |
| 7.  | Backseat                         | Saade, Gill, Santos, Hansen & Davidsen             | 3:32  |
| 8.  | Feel Alive                       | Saade, Gill, Santos & Salmanzadeh                  | 4:21  |
| 9.  | Fingerprints                     | Saade, Gill, Fredriksson & Larsson                 | 3:41  |
| 10. | Without You I'm Nothing          | Saade, Gill & Santos                               | 5:50  |

## Helyezések
| Ország (Chart)                    | Csúcs helyezés |
| --------------------------------- | -------------- |
| Finnország (Finnish Albums Chart) | 46             |
| Svédország (Swedish Albums Chart) | 1              |

## Megjelenés
| Ország     | Dátum              | Forma                | Kiadó           |
| ---------- | ------------------ | -------------------- | --------------- |
| Svédország | 2011. november 30. | CD, digital download | Roxy Recordings |

## Fordítás
- Ez a szócikk részben vagy egészben  a   Saade Vol. 2 című angol Wikipédia-szócikk fordításán alapul.  Az eredeti cikk szerkesztőit annak laptörténete sorolja fel. Ez a jelzés csupán a megfogalmazás eredetét és a szerzői jogokat jelzi, nem szolgál a cikkben szereplő információk forrásmegjelöléseként.